# Kazimierz Jarosz
Kazimierz Jarosz (ur. 13 marca 1923 w Wiskienicy, zm. 21 września 1998) – polski działacz partyjny i państwowy, inżynier chemik, profesor doktor habiliowany nauk technicznych, podsekretarz stanu w Ministerstwie Przemysłu Spożywczego i Skupu (1971–1981).

## Życiorys
Syn Władysława i Józefy. W latach 40. pracował jako sprzedawca w Spółdzielni Spożywców w Wiskienicy i nauczyciel w Państwowej Szkole Przemysłu Artystycznego w Łodzi. Ukończył studia pierwszego stopnia w Szkole Głównej Gospodarstwa Wiejskiego w Łodzi, następnie magisterskie i doktoranckie na Politechnice Łódzkiej. Następnie w 1975/6 uzyskał stopień doktora habilitowanego nauk technicznych na Wydziale Chemii Spożywczej Politechniki Łódzkiej na podstawie pracy pt. Zasady pirynowe i pirazynowe w spirytusie. W 1987 uzyskał tytuł profesora nauk technicznych. W pracy naukowej specjalizował się w zakresie chemii spożywczej, technologii fermentacji i biosyntezy. Współautor i autor publikacji naukowych, patentów z branży spirytusowo-drożdżowej.
Był zatrudniony w Centralnym Zarządzie Przemysłu Spirytusowego w Warszawie (1948–1953, 1954–1959), w międzyczasie jako asystent w Zakładzie Technologii Spirytusu i Drożdży Politechniki Łódzkiej. Później starszy inżynier (1959–1963), wicedyrektor ds. technicznych (1963–1968) i dyrektor naczelny (od 1968) w Zjednoczeniu Przemysłu Spirytusowego.
W 1963 wstąpił do Polskiej Zjednoczonej Partii Robotniczej. Zajmował stanowisko podsekretarza stanu w Ministerstwie Przemysłu Spożywczego i Skupu (wrzesień 1971 – sierpień 1981, od czerwca 1973 jako I zastępca ministra), odpowiadając za sprawy techniczne i współpracę międzynarodową. Od 1982 pracował w Instytucie Przemysłu Fermentacyjnego, był także przewodniczącym rady naukowej Ośrodka Badawczo-Rozwojowego Maszyn dla Przetwórstwa Płodów Rolnych i członkiem Rady Naukowej przy Ministrze Przemysłu Spożywczego i Skupu. W latach 1975-1990 przewodniczył krajowemu zarządowi Stowarzyszenia Inżynierów i Techników Przemysłu Spożywczego.
Został pochowany na Cmentarzu Komunalnym Północny w Warszawie (kwatera W-I-8, rząd 5, miejsce 13).

## Odznaczenia
- Złoty Medal „Za zasługi dla obronności kraju” (1976)[7]